# Spodnje Palovče
Spodnje Palovče – wieś w Słowenii, w gminie Kamnik. W 2018 roku liczyła 87 mieszkańców.